# Kåddejaure (Arvidsjaurs socken, Lappland)
Kåddejaure är en sjö i Arvidsjaurs kommun i Lappland och ingår i Piteälvens huvudavrinningsområde. Sjön har en area på 0,436 kvadratkilometer och ligger 318 meter över havet.

## Delavrinningsområde
Kåddejaure ingår i det delavrinningsområde (732374-166661) som SMHI kallar för Ovan VDRID = 726267-175635 i Piteälvens vattendra*. Medelhöjden är 321 meter över havet och ytan är 27,14 kvadratkilometer. Räknas de 452 avrinningsområdena uppströms in blir den ackumulerade arean 6 358,47 kvadratkilometer. Avrinningsområdets utflöde Piteälven mynnar i havet. Avrinningsområdet består mestadels av skog (75 procent) och sankmarker (11 procent). Avrinningsområdet har 2,23 kvadratkilometer vattenytor vilket ger det en sjöprocent på 8,2 procent.